# Es ist ein Ros entsprungen

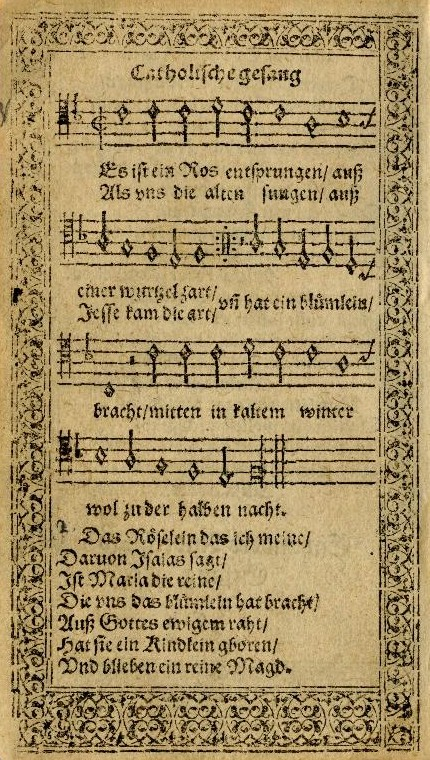
Es ist ein Ros entsprungen, Erstdruck im Speyerer Gesangbuch von 1599

Es ist ein Ros entsprungen ist ein ursprünglich wohl zweistrophiges, kirchliches Weihnachtslied aus dem 16. Jahrhundert. Sein Text bezieht sich auf Jes 11,1a : „Doch aus dem Baumstumpf Isais wächst ein Reis hervor, ein junger Trieb aus seinen Wurzeln bringt Frucht“. Die Melodie zum Text findet sich im Speyerer Gesangbuch (gedruckt in Köln 1599). Der Komponist ist unbekannt. Die populäre Textfassung der zweiten Strophe schuf der protestantische Komponist Michael Praetorius, der im Jahre 1609 einen weitverbreiteten vierstimmigen Chorsatz des Liedes verfasste. Im Mainzer Gebetbuch Cantual wird das Lied als „Alt Catholisch Trierer Christliedlein“ beschrieben. Die älteste Niederschrift des Textes stammt von Frater Conradus aus dem Raum Trier aus der Zeit 1582 bis 1588.

## Varianten und Umdichtungen
Die unterschiedlichen Varianten der zweiten Strophe lassen konfessionelle Differenzen zur Person Marias erkennen. Im katholischen Urtext wird das Gleichnis der ersten Strophe in der zweiten so aufgelöst, dass Jesse die Wurzel ist, Maria der Rosenstock aus der Wurzel und ihr Kind das „Blümlein“. Die rhetorische Doppelung des Jesajaworts wird im Lied also auf das Reis (Maria) und die daraus knospende Blüte (Jesus) gedeutet. In der katholischen Variante wird im Rahmen der Marienverehrung – verglichen mit der protestantischen Fassung – besondere Emphase auf die jungfräuliche Geburt gelegt („und blieb ein reine Magd“).
Diese Fassung des katholischen Kirchenlieds wurde in der evangelischen Kirche nicht rezipiert. Erst die Umdichtung von Michael Praetorius, dessen Chorsatz im 19. Jahrhundert kanonisch wurde, eröffnete dem Lied den Eingang in protestantische Liederbücher. Im evangelischen Text (Evangelisches Gesangbuch 30) meint sowohl „Röslein“ als auch „Blümlein“ Jesus. Unberücksichtigt bleibt bei dieser Deutung, dass laut Strophe 1 die Rose das Blümlein gebracht hat. Die Betonung der fortwährenden Jungfräulichkeit Mariens weicht einer stärkeren Zentrierung auf Jesus. Der katholische Text (Gotteslobalt 132) bleibt bei der Aussage des Urtextes, bot aber zusätzlich eine ökumenische Lesart (Gotteslobalt 133): Die doppelte Deutung von „Röslein“ und „Blümlein“ ist auch hier beibehalten; nur die Schlusszeile „und blieb ein reine Magd“ ist ersetzt durch „welches uns selig macht“. Im am 1. Adventssonntag 2013 eingeführten neuen Gotteslob wird unter Nummer 243 nur noch die katholische Textversion abgedruckt. Friedrich Layriz (1808–1859) dichtete 1844 drei weitere Strophen hinzu, von denen wenigstens eine als dritte Strophe des Liedes bis heute populär geblieben ist, und nicht nur in katholische Liederbücher, sondern auch ins deutsche EG, ins Schweizer RG, ins Evangelisch-Lutherische Kirchengesangbuch² der SELK und ins Mennonitische Gesangbuch (MG 252) eingegangen ist.
katholisch, Speyer (1599)

1. Es ist ein Ros entsprungen /

auß einer wurtzel zart /

Als vns die alten sungen /

auß Jesse kam die art /

vnnd hat ein blümlein / bracht /

mitten in kaltem winter

wol zu der halben nacht.

2. Das Röselein das ich meine /

Daruon Isaias sagt /

Ist Maria die reine /

Die vns das blümlein hat bracht /

Auß Gottes ewigem raht /

Hat sie ein Kindlein gboren /

Vnd blieben ein reine Magd.

(Es folgen weitere 21 Strophen)
protestantisch, Praetorius (1609)

ES ist ein Roeß entsprungen /

aus einer Wurtzel zart /

als vns die alten sungen /

aus Jesse kam die art /

vnd hat ein blümlein bracht /

mitten im kalten Winter /

wol zu der halben Nacht.

Das Röeßlein das ich meine /

darvon Esaias sagt /

hat vns gebracht alleine /

Mary die reine Magd /

aus Gottes ewgen raht /

hat sie ein Kind gebohren /

[wol zu der halben Nacht].
Friedrich Layriz (1844)

1. ES ist ein Ros entsprungen

aus einer Wurzel zart,

Wie uns die Alten sungen,

von Jesse kam die Art,

   Und hat ein Blümlein bracht,

mitten im kalten Winter,

wohl zu der halben Nacht.

2. Das Röslein, das ich meine,

davon Jesaias sagt,

Hat uns gebracht alleine

Marie, die reine Magd.

   Aus Gottes ewgem Rat

hat sie ein Kind geboren,

wohl zu der halben Nacht.

3. Das Röselein so kleine,

das duftet uns so süß,

Mit seinem hellen Scheine

vertreibts die Finsterniss.

   Wahr Mensch und wahrer Gott;

hilft uns aus allem Leide,

rettet von Sünd und Tod.

4. Lob, Ehr sei Gott dem Vater,

dem Sohn und heilgen Geist!

Maria, Gottesmutter,

sei hoch gebenedeit!

   Der in der Krippen lag,

der wendet Gottes Zoren,

wandelt die Nacht in Tag.

5. O Jesu, bis zum Scheiden

aus diesem Jamerthal

Laß dein Hilf uns geleiten

hin in der Engel Saal,

   In deines Vaters Reich,

da wir dich ewig loben:

o Gott, uns das verleih!
In der Musik des Nationalsozialismus entstand eine profanierte Kontrafaktur, eine Neudichtung eines Textes auf die vorhandene Melodie. Die nationalsozialistische Fassung drängt den religiösen Gehalt des Liedes in den Hintergrund: Nicht mehr Jesus ist der Gegenstand des Textes, sondern die völkische Gemeinschaft.

## Übersetzungen
Das in gedruckter Form vom Rheinland ausgehend publizierte Lied gehört nicht nur im deutschen Sprachraum zu den bekanntesten Weihnachtsliedern. Lo, How a Rose E’er Blooming ist die heute bekannteste Version auf Englisch und wurde 1894 von Theodore Baker verfasst, eine ältere Übertragung aus der Feder von Catherine Winkworth hat den Titel A Spotless Rose is Growing. In den Niederlanden gibt es, neben verschiedenen übersetzten Fassungen (Er is een roos ontsprongen oder Een roze, fris ontloken), auch eine säkulare Version: De witte vlokken zweven („Die weißen Flocken schweben“). Im französischen Sprachraum ist das Lied mit den Worten Dans une étable obscure („In einem dunklen Stall“), im finnischen unter Tuo armon valkokyyhky bekannt. Det hev ei rose sprunge (Nynorsk) ist Nummer 33 im Gesangbuch der Norwegischen Kirche (Norsk salmebok 2013).
Eine Übersetzung ins Dänische, „En rose så jeg skyde op ad den frosne jord…“, steht im dänischen Gesangbuch Den Danske Salmebog, Kopenhagen 1953, Nr. 116, übernommen in Den Danske Salmebog, Kopenhagen 2002, Nr. 117; ebenso im populären Gesangbuch der dänischen Heimvolkshochschulbewegung, Højskolesangbogen, 18. Ausgabe, Kopenhagen 2006, Nr. 222 (übersetzt von Thomas Laub, 1920, überarbeitet von Uffe Hansen, 1935, der eine dritte Strophe hinzufügte). Als Quellen werden genannt: Deutsch, 16. Jahrhundert, Michael Praetorius 1609, Laub und Hansen für den Text; für die Melodie [Gesangbuch] „Köln 1599“.
Die lateinische Übertragung Flos de radice Jesse existierte bereits im 17. Jahrhundert.

## Musik
Die Melodie von Praetorius wurde von Johannes Brahms als Ausgangspunkt für ein Choralvorspiel verwendet (op. 122, Nr. 8), ferner gibt es eine Choralbearbeitung des schlesischen Komponisten und Organisten Emanuel Adler (1845–1926), Hugo Distler setzte ihn 1933 in seinem Weihnachtsoratorium Die Weihnachtsgeschichte in Chorvariationen ein, und Jan Sandström fasste 1990 in Es ist ein Ros entsprungen für zwei Chöre a cappella den Satz von Praetorius in einen achtstimmigen Summchor.